# اسمالینینکای
اسمالینینکای (به لاتین: Smalininkai) در لیتوانی با جمعیت ۶۲۱ نفر است که در samogitia واقع شده‌است.